# 9364 Clusius
9364 Clusius eller 1992 HZ3 är en asteroid i huvudbältet som upptäcktes den 23 april 1992 av den belgiske astronomen Eric W. Elst vid La Silla-observatoriet. Den är uppkallad efter den flamländske botanikern Carolus Clusius.
Asteroiden har en diameter på ungefär 12 kilometer.